# (18470) 1995 UX44
1995 يو أكس 44 (ويعرف أيضًا باسم (18470) 1995 يو أكس 44 وفق تسمية الكوكب الصغير) (بالإنجليزية: 1995 UX44)‏ هو كويكب ضمن حزام الكويكبات؛ وترتيبه 18470 من حيث الاكتشاف.
اكتُشف هذا الجُرم الفلكي بواسطة هيروشي كانيدا في 27 أكتوبر 1995.

## وصلات خارجية
- (18470) 1995 UX44 في قاعدة بيانات مختبر الدفع النفاث لأجرام النظام الشمسي الصغيرة

- الاكتشاف · مخطط المدار ·  العناصر المدارية · المعلمات المادية

- (18470) 1995 UX44 على موقع ويكي سكاي: DSS2, SDSS, GALEX, IRAS, Hydrogen α, X-Ray, Astrophoto, Sky Map, Articles and images